# アッセンブル・インサート
『アッセンブル・インサート』は、ゆうきまさみによる日本の漫画作品。および、これを原作としたOVA作品。

## 概要
隔月刊誌『アニパロコミックス』（みのり書房）に1985年に連載された。1989年にはOVAと関連CDが発売されている。
『機動警察パトレイバー』はあくまでも「ヘッドギア」原作のアニメ企画の漫画化であり、『究極超人あ〜る』は原作の後日談のオリジナルストーリーであるように、ゆうきは自分の漫画がそのままアニメ化されるのは断ってきたが、笠原弘子という主人公の南風まろんにぴったりの声優が見つかったことから、本作はほぼ原作どおりアニメ化された。
同じゆうき作品、かつワーナー・パイオニア作品ということもあり、後編では塩沢兼人による台詞付で『究極超人あ〜る』のR・田中一郎や『機動警察パトレイバー』の泉野明が登場、挿入歌にも『究極超人あ〜る』の曲が使用されている。
もともと原作がパロディ色が強いため、OVAもその影響が強く「横漏れ」からのダジャレで「横モレ良造」と言いながらアコーディオンを弾くというギャグがあるが、OVAではそのシーンで流れるアコーディオンの伴奏音楽を横森良造本人が担当している。
OVAで用いられるサントラ音楽のうち、ファンファーレは『オールスター感謝祭』、『たけし・逸見の平成教育委員会』、『マジカル頭脳パワー!!』など1990年代のテレビのバラエティ番組・クイズ番組において頻繁に多用された。
劇中においてのCM「スポビタンC」（栄養ドリンク「リポビタンD」のCMパロディ）は実写を用いており、笠原弘子と川村万梨阿が登場して演じている。

## 略年表
- 1985年、アニパロコミックス（みのり書房）に連載（全3話）
- 1989年9月1日、「ゆうきまさみ作品集」（月刊OUT別冊 OUTコミックス（みのり書房））として単行本化
- 1989年10月10日 スペシャルビデオ「アッセンブル・インサート THE BEGINNING」発売
- 1989年12月21日、OVA前編発売（ビデオとLDでの発売元は株式会社東北新社、販売元はワーナー・パイオニア株式会社である）
- 1990年2月25日、OVA後編発売（ビデオとLDでの発売元は株式会社東北新社、販売元はワーナー・パイオニア株式会社である）
- 1992年、前後編をセットにしたOVA文庫版発売
- 2001年、DVD発売（全1巻）
- 2008年、「ゆうきまさみ初期作品集1アッセンブル・インサート」（角川書店）として再版

## ストーリー
近未来の東京、パワードスーツで武装した謎の強盗団デモンシードの被害に対し、警察は対デモンシード特殊工作課（通称：特工課）を組織した。しかし、被害の甚大さは変わらず、特工課も存続の危機に直面する。服部課長が起死回生としてぶちまけた計画は、デモンシードと戦うヒーローを一般公募しオーディション形式で選考するものであった。選ばれたのは14歳の少女、南風まろんである。こうして、南風まろんは、正義のヒーローとして、またスーパーアイドルとしてデビューするのであった。

## 登場人物
南風まろん（なみかぜ まろん）
声 - 笠原弘子
埼玉県出身の14歳。華奢な体だが、とてつもない怪力の持ち主。そのためか食事の回数も多い。緊張するとトイレが近くなる。オーディションでは緊張のあまり、スタンドマイクのパイプ部分を指先でくねくねと曲げてしまった。その怪力に惚れ込んだ服部課長の鶴の一声で合格。パワードスーツ（本人が怪力なため、正確には身を守るバリアスーツ）で身を固め、正義のヒロインとしてデモンシードと戦うことに。
出門兇三郎（でもん きょうざぶろう）
声 - 大塚周夫
主義は「悪のためなら正々堂々」。デモンシードを率いるマッドサイエンティスト。奪った金品はすぐに使ってしまうせいか、南風まろんに敗北した前と後では生活ぶりが変わっている。
服部課長
声 - 若本規夫
警視庁特殊工作課課長。酔った勢いで作った企画書が通ってしまい、デモンシードと戦うヒーローを一般公募する羽目になる（その際、人間不信に陥っている）。南風まろんを正義のヒロインとして、また、トップアイドルとして育て上げる。この人物のモデルは当時ゆうきまさみの担当編集者であり、『究極超人あ〜る』をはじめ他のゆうきまさみ作品にも同様の造形（ストックキャラクター）で登場している。
下河辺良平（しもこうべ りょうへい）
声 - 永井一郎
出門の対極に位置し、「正義のためならどんな汚いことでもする」が主義。南風まろんにパワードスーツを与えた科学者。しかし、デモンシードが壊滅状態になり、南風まろんがアイドル業が中心となるのを良しとせず、デモンシードにパワードスーツ（選ばれたのがまろんだったため、ボツにしたプロトタイプのキット）を送ってしまう。
園場かぎり
声 - 川村万梨阿
トップアイドルで新人賞候補。南風まろんとはライバル。
部下壱
声 - 松本保典
特殊工作課メンバー。モデルは出渕裕。
部下弐
声 - 二又一成
特殊工作課メンバー。モデルはゆうきまさみ。
部下参：川掘
声 - 山寺宏一
特殊工作課メンバー。モデルは河森正治。
部下四
声 - 前編：山本正之／後編：なし
特殊工作課メンバー。モデルは米田裕。
R・田中一郎
声 - 塩沢兼人
『究極超人あ〜る』からのゲスト出演。
泉野 明
声 - なし
『機動警察パトレイバー』からカメオ出演。いずみ のあではなく、いずみの あきという名のアイドルとして登場。
究極戦隊コウガマン
OVA劇中アニメ。声無し。
コウガブラック - R・田中一郎
コウガレッド - 曲垣剛
コウガブルー - 大戸島さんご
コウガイエロー - 兵頭信
コウガピンク - 西園寺えりか
※後年、『究極超人あ〜る』のドラマCDに『究極戦隊コウガマン』が新規書き下ろしシナリオで収録された。

## OVA

### スタッフ
- 企画 - スタジオこあ、東北新社
- 監督 - 知吹愛弓
- 脚本 - 島田満
- キャラクターデザイン - ゆうきまさみ
- メカニックデザイン - 出渕裕、森川定美
- デザイン協力 - 伊東岳彦
- 作画監督 - 杉山東夜美
- 美術監督 - 菱山徹
- 撮影監督 - 金井弘
- 音楽 - 田中公平、松宮恭子
- 音響監督 - 伊達康将
- プロデューサー - 真木太郎、秋本東夜美
- 制作協力 - サンライズ
- 制作 - スタジオこあ
- 製作 - 東北新社

### 主題歌
オープニングテーマ
「アッセンブル・インサート」
作詞・作曲 - 松宮恭子 / 編曲 - 田中公平 / 歌 - 笠原弘子
エンディングテーマ
「あいつ」（前編）
作詞 - 笠原弘子 / 作曲 - 松宮恭子 / 編曲 - 田中公平 / 歌 - 笠原弘子
「あま色の夢のつぼ」（後編）
作詞・作曲 - 松宮恭子 / 編曲 - 田中公平 / 歌 - 笠原弘子
挿入歌
「熱風翔女」（前編）
作詞・作曲 - 松宮恭子 / 編曲 - 田中公平 / 歌 - 笠原弘子
「恋のギャングたち」（前編）
作詞 - 雄鹿美子 / 作曲・編曲 - 田中公平 / 歌 - 川村万梨阿
「エクセレント・チェンジ!究極戦隊コウガマン」（前編）
作詞・作曲 - 山本正之 / 編曲 - 田中公平 / 歌 - 山本正之
「Love&Power」（後編）
作詞・作曲 - 松宮恭子 / 編曲 - 田中公平 / 歌 - 笠原弘子

## CD
- 「アッセンブル・インサート」（1989年9月25日発売）　主題歌シングル
- 「アッセンブル・インサート　イメージ・サウンドトラック」（1989年10月25日発売）
- 「アッセンブル・コンサート」（1990年3月25日発売）

南風まろんのファーストコンサートのライブ録音として企画された物。なお、このアルバムで聞こえるファンの歓声は、当時の「イメージカプセル」会員の中から公募され、抽選でレコーディングに招待されたファンの声である。
イメージカプセル会員予約特典は、特製南風まろんコンサート告知ポスター。初回分に封入された応募券を送ると、抽選で2,000名に「アッセンブル・コンサート」のコンサートプログラムがプレゼントされた。

## イベント
- まろんちゃんおひろめコンサート
  - 1989年11月 東京
  - 1989年11月 大阪

OVA発売を記念したイベント。OVA前編の先行上映・まろんちゃん（笠原弘子）の歌とトーク・クイズとプレゼント大会で構成されていた。司会はとまとあき。